# 劉寵 (陳王)
劉寵（りゅう ちょう、生年不詳 - 197年）は、後漢の皇族。陳愍王。娘の夫は秦宜禄。

## 経歴
陳孝王劉承の子として生まれた。劉承は明帝の子である陳敬王劉羨の孫に当たる。父が死去すると、後を嗣いで陳王として立った。173年（熹平2年）、前陳国相の魏愔と陳王劉寵とがともに天神を祭って、反乱の成就を祈願していたと、陳国相の師遷が告発した。そこで御史は使者を派遣して調査させるよう霊帝に上奏した。このとき霊帝は勃海王劉悝を処刑したばかりだったので、刑法による処断を新たに加えるに忍びず、魏愔を師遷とともに北寺の詔獄に檻車で送って、中常侍の王酺や尚書令や侍御史らに取り調べさせた。魏愔は陳王とともに黄老君を祭って、長生の福を求めていただけで、反乱の成就を祈願したような事実はないと証言した。王酺らは魏愔は陳国相として正当な職務をおこなっていて、告発のような事実はなかったと認定し、師遷は反乱の計画を捏造して陳王を誣告したとして処刑するよう上奏した。霊帝は劉寵を赦して取り調べなかった。
劉寵は弩を射るのを得意とし、十発十中で、当てた矢が全て同じところに立つほどの腕前であった。中平年間、黄巾の乱が起こると、郡県の守令たちはみな城を放棄して逃亡したが、劉寵は強弩数千張を所持していたことから、都亭に軍を出動させた。陳国の人々は劉寵が射を得意とすることを聞き知っていたため、あえて反乱に加担する者もなかった。このため陳国は反乱の手に落ちることはなく、劉寵の庇護を求める民衆は十数万人に及んだ。
献帝の初年に反董卓の義兵が起こると、劉寵は軍を率いて陽夏に駐屯し、輔漢大将軍を自称した。このとき天下は飢饉のために荒廃していたが、陳国相の駱俊が自分の財産を投じて民衆に食糧を振る舞い、多くの人を救うことができた。陳国は許昌の曹操、寿春の袁術、徐州の陶謙・劉備・呂布などの群雄に囲まれており、常に戦乱に晒される状況にあった。197年（建安2年）、袁術が食糧の輸送を陳国に求めたが、駱俊がこれを拒絶した。袁術は激怒し、刺客を送って駱俊と劉寵を殺害し、陳国は陥落、劉寵の夫人・姫・妾たちは丹陽兵によって略奪された。

## 伝記資料
- 『後漢書』巻50 列伝第40